# Хоу Сяосянь
Хо́у Сяося́нь (кит. трад. 侯孝賢, пиньинь Hóu Xiàoxián, род.8 апреля 1947) — тайваньский кинорежиссёр, крупнейший представитель новой волны тайваньского кино.

## Биография
Принадлежит к народности хакка. Вместе с родителями, бежавшими от гражданской войны, приехал на Тайвань в 1949. Работал на заводе в Тайбэе. Закончил Национальную художественную академию. Дебютировал как самостоятельный режиссёр в 1980. По окончании стажировался у Ли Сина. С 1975 писал сценарии: «Цзаоань Тайбэй» («Доброе утро, Тайбэй»), «Сяо Би ды гуши» («Рассказ о маленьком Би»; приз Тайбэйского фестиваля «Золотой конь») и др.
В 1980 поставил первый фильм — фарсовую комедию «Цзюши люлю-ды та» («Вот она какая гулёна»). След, фильмы: «Цзай на хэ-пань цинцао цин» («Зелена зеленая травка на том берегу»), «Эрцзы-ды да ваньоу» («Большая кукла сына»; новелла в одноименном фильме: страдания «человека-сэндвича», не имеющего средств прокормить семью), «Дундун ды цзяци» («Каникулы Дундуна»; мальчик проводит лето у бабушки; призы в Нанте и Локарно), «Туниянь ванши» («Детские воспоминания»; трудное взросление мальчика, переживающего смерть родителей; призы на МКФ «Золотой конь», в Берлине, Роттердаме), «Ляньлянь фэнчэн» («Пыль на ветру»; рассказ о любви, которая могла бы быть, но не сложилась; приз в Португалии за режиссуру), «Нилохэ нюйэр» («Дочь Нила»; приз в Турине), «Бэйцин чэнши» («Город скорби»; события жизни семьи на фоне восстания в 1948; «Золотой лев св. Марка» в Венеции, 1989), «Симэн жэньшэн» («Сон театра, жизнь человека»; рассказывается о реальной судьбе актера кукольного театра на фоне исторических перемен на Тайване), «Хао нань хао нюй» («Добрый мужчина и добрая женщина»), «Наньфан цзай-цзянь наньфан» («Прощай, Юг, прощай»).

## Награды
- Азиатская премия культуры Фукуока (1999)
- Гран-при «Золотой абрикос» за лучший фильм «Три времени» (2006, Ереванский кинофестиваль)

## Фильмография
- 1980: Милашка
- 1983: Парни из Фэнгуэй
- 1984: Каникулы Дундуна
- 1985: Время жить и время умирать
- 1986: Пыль суетной жизни
- 1989: Город скорби (Золотой лев и премия ЮНЕСКО Венецианского МКФ)
- 1994: Кукловод (специальная премия жюри Каннского МКФ)
- 1995: Хорошие мужчины, хорошие женщины
- 1996: Прощай, Юг, прощай
- 1998: Цветы Шанхая
- 2001: Миллениум Мамбо (Европейская кинопремия)
- 2003: Кафе Люмьер (посвящается Ясудзиро Одзу)
- 2005: Лучшие времена
- 2007: Полет красного надувного шарика (посвящается Альберу Ламорису)
- 2015: Убийца

## Признание
Номинант и лауреат многочисленных премий. В 1986 году был удостоен приза международной ассоциации кинокритиков (программа "Форум") на Берлинском кинофестивале за фильм "Время жить и время умирать". В 1989 году получил "Золотого льва" на Венецианском кинофестивале за фильм "Город скорби". В 1993 году одержал победу в номинации "Приз жюри" на Каннском кинофестивале за фильм "Кукловод". Последняя на данный момент премия была получена на Каннском кинофестивале в 2015 году в номинации "Лучший режиссёр" за фильм "Убийца".
Документальный фильм о режиссёре снял Оливье Ассаяс (1997).